# مارک کاربو
مارک کاربو (انگلیسی: Marc Carbó؛ زادهٔ ۲۱ مهٔ ۱۹۹۴) بازیکن فوتبال اهل اسپانیا است.